# Череда листяна
Череда листяна (Bidens frondosa) — вид рослин з родини айстрових (Asteraceae), поширений у Канаді й США; натуралізований у Європі.

## Опис
Однорічна трав'яниста рослина 20–100 см заввишки. Листки знизу з жилками, які помітно виділяються. Приквіткові луски нечисленні, лінійні, на верхівці різко загострені. Сім'янки густо бородавчаті. Волоски по краю сім'янок спрямовані вгору. Суцвіття часто є одинокою квітковою головою, але можуть бути пари або масиви з кількох голів. Голова містить багато помаранчевих дискових квіточок. Більшість квіткових голів не мають променевих квіток, але деякі можуть мати кілька невеликих жовтих. 2n = 24, 48, 72.

## Поширення
Поширений у Канаді й США; натуралізований у Європі, Марокко, деяких країнах Азії — Ліван, Туреччина, Грузія, Росія, Китай, Японія.
В Україні вид зростає на берегах річок, засмічених місцях, у скверах; адвентивна — в басейнах великих річок, спорадично.

## Галерея

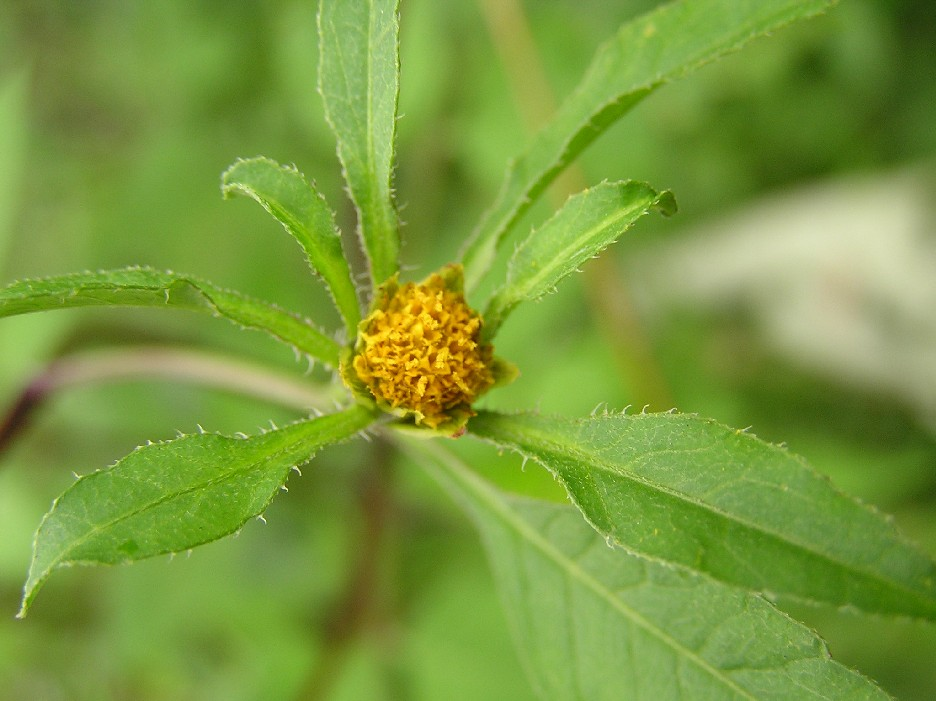
суцвіття
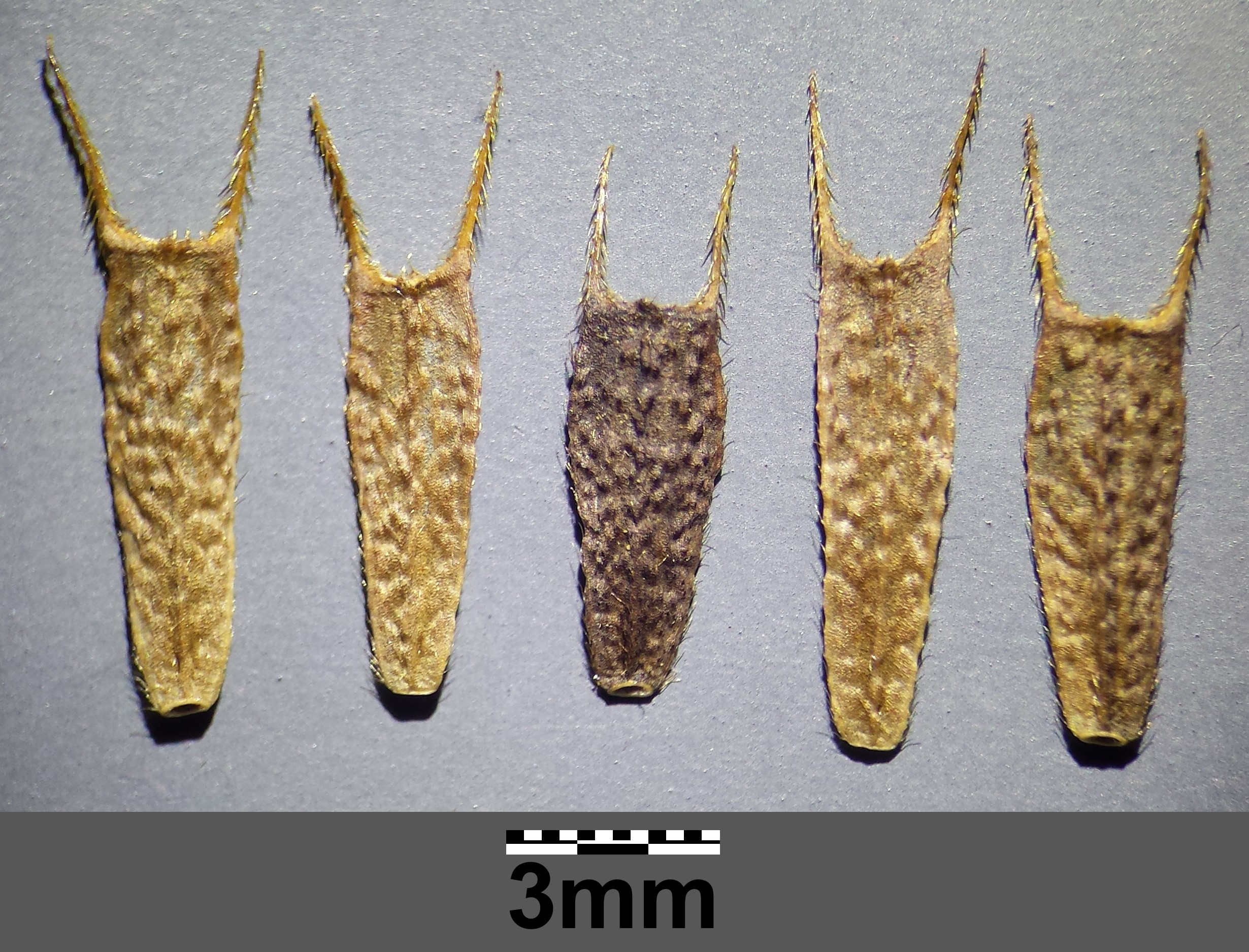
плоди